# Gato Preto (loja)
Gato Preto, antigamente conhecida como A Loja do Gato Preto, é uma empresa de comércio a retalho e marca portuguesa de decoração e têxteis. Foi fundada no ano 1986 em Lisboa, por Marina Reis Ramos e Mário Tendeiro. Desde 2002 a empresa tem presença em Espanha e desde 2011 em França.

## História
A marca nasceu a 24 de outubro de 1986 sob o nome «A loja do Gato Preto» e foi uma pioneira na oferta de decoração em Portugal, o nome surgiu pelo filhote todo preto que deu à luz a gata dos fundadores Marina Reis Ramos e Mário Tendeiro, e costumam comercializar várias coleções com inspiração nestes animais e, segundo eles, o conceito reflete um modo de vida não convencional, à semelhança da forma de estar do gato, que nunca está quieto. A empresa conta com mais de 70 lojas na Península Ibérica, e cerca de 10 lojas em França.

### Mudança de imagem
Em 2021 A Loja do Gato Preto viu seu nome alterado para simplesmente «Gato Preto». Para além dos espaços físicos, a empresa renovou também sua loja online, comunicação nas redes sociais e criou o blogue Living Spaces, sobre decoração da casa.

### Expansão internacional
A loja do Gato Preto chegou a Espanha em 2002 e a França em 2011. Em janeiro de 2020, o grupo Aquinos comprou o Gato Preto e decidiram fazer um rebranding da marca pois palavras como «loja» e «preto» eram de difícil pronunciação em espanhol, mercado onde a marca tem forte presença. A primeira loja em território francês localizou-se no centro comercial Le Millénaire, em Aubervilliers, nos arredores de París. Para além desses mercados, a empresa tensiona continuar sua expansão na Alemanha, Angola, Itália e Reino Unido.